# Emmanuel Félicité de Durfort, vévoda de Duras
Emmanuel Félicité de Durfort, vévoda de Duras (francouzsky Emmanuel-Félicité de Durfort, 4. duc de Duras, marquis de Blanquefort, comte de Duras, baron de Cypressas) (19. prosince 1715 Paříž – 6. září 1789 Versailles) byl francouzský šlechtic, vojevůdce a dvořan. Od mládí sloužil v armádě, po otci užíval titul vévody a bojoval v několika válkách 18. století. Mimo jiné se uplatnil jako diplomat a v letech 1752–1755 byl velvyslancem v Madridu. V armádě dosáhl nejvyšší hodnosti maršála Francie (1775), kromě toho zastával vysoké funkce u královského dvora a ve správě provincií. Proslul také jako mecenáš a byl členem Francouzské akademie.

## Životopis

Erb rodu Durfort de Duras

Pocházel ze staré šlechtické rodiny, byl synem maršála Jeana-Baptista de Durfort, vévody de Duras (1684–1770) a jeho manželky Angélique Victoire de Bournonville (1686–1764). Jako otcův dědic v mládí užíval titul hrabě de Durfort. V roce 1731 vstoupil ke královským mušketýrům a již v roce 1732 byl kapitánem. Po otci začal v roce 1733 užívat titul vévody (Duc de Duras). Za války o polské dědictví bojoval v Itálii, kde zastával funkci pobočníka maršála Villarse. V roce 1734 byl jmenován plukovníkem a zúčastnil se obléhání Philippsburgu, v roce 1735 operoval na Rýně. Na začátku války o rakouské dědictví bojoval v Bavorsku a v roce 1743 se vrátil do Francie s hodností brigádního generála. V další fázi války se zúčastnil bojů ve Flandrech a byl zraněn v bitvě u Dettingenu (1743). V roce 1745 byl povýšen na generálmajora (maréchal de camp) a v bitvě u Fontenoy byl pobočníkem krále Ludvíka XV., který se osobně zúčastnil bojů. Na konci války byl k datu 10. května 1748 povýšen do hodnosti generálporučíka (Lietunenat-général des Armées du Roi).

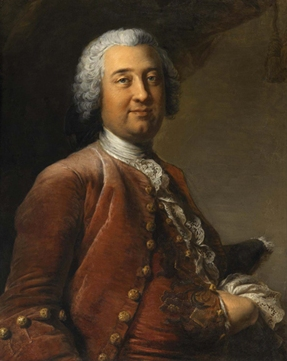
Vévoda Emmanuel Félicité de Durfort de Duras

V letech 1752–1755 byl francouzským velvyslancem ve Španělsku. Po návratu mu byla k titulu vévody přiznána práva francouzského paira (1755). V roce 1757 byl jmenován jedním ze čtyř hlavních komorníků krále Ludvíka XV. (Premier Gentilhomme de la Chambre). V roce 1758 se stal velitelem v Bordeaux a v roce 1767 byl jmenován rytířem Řádu sv. Ducha. V závěrečné fázi sedmileté války se zúčastnil bojů v Německu (1760–1761) pod velením maršála Soubise.
Od roku 1770 zastával čestnou funkci guvernéra provincie Franche-Comté a v roce 1772 získal od španělského krále Karla III. Řád zlatého rouna. Po nástupu Ludvíka XVI. byl povýšen do hodnosti maršála Francie (Maréchal de France) a téhož roku byl zvolen členem Francouzské akademie.
Zemřel na zámku ve Versailles 6. září 1789 krátce po vypuknutí Francouzské revoluce.

## Rodina
Byl dvakrát ženatý. Jeho první manželkou se v roce 1733 stala Charlotte Antoinette de La Porte-Mazarin (1719–1735), která byla pravnučkou Hortensie Manciniové, jedné z neteří a dědiček kardinála Mazarina. Charlotte Antoinette zemřela v šestnácti letech po těžkém porodu. Vévoda de Duras se podruhé oženil v roce 1736 s Louise Françosie de Coëtquen (1724–1802). Tímto sňatkem získal rozsáhlé dědictví, které však později po částech rozprodal. Z obou manželství se narodily tři děti.
- 1. Louise Jeanne de Durfort, vévodkyně de Mazarin (1735–1781), ∞ 1747 Louis Marie Guy d'Aumont, 6. vévoda d'Aumont (1732–1799), generálporučík (bratranec)[12]
- 2. Emmanuel Céleste de Durfort, vévoda de Duras (1741–1800), generálmajor, poslanec Generálních stavů 1789, později v emigraci, ∞ 1760 Louise Henriette de Noailles (1745–1832), dvorní dáma Marie Antoinetty, autorka memoárů
- 3. Charles Armand de Durfort, hrabě de Duras (1743–1804), generálmajor, ∞ 1765 Marie Josephe de Rigaud de Vaudreuil (1743–1781)